# An Ziwen
An Ziwen (chinois simplifié : 安子文 ; pinyin : Ān Zǐwén) est né en septembre 1909 sous le nom d'An Zhihan et mort le 25 juin 1980, est un homme politique chinois et membre du Comité central du Parti communiste chinois.

## Biographie
An Ziwen aurait rejoint en 1925 le Parti communiste chinois, alors qu'il était un étudiant à Pékin. Ultérieurement, il réside en Union Soviétique où il fréquente les universités, puis il rentre en Chine où il est arrêté en septembre 1931, à la suite de ses activités militantes. Certaines sources indiquent qu'il aurait été le secrétaire particulier de Mao Zedong. Il est libéré en août 1936, après avoir signé une abjuration comme ce fut aussi le cas pour Peng Zhen, Rao Shushi et Bo Yibo. Il rejoint immédiatement les rebelles communistes et s'installe dans les bases rouges de Chine du Nord pour participer à leurs mises en place. À partir de 1946, il intervient au sein la direction du Département de l’organisation du Comité Central sous les ordres de Peng Zhen puis de Rao Shushi. Après l'éviction de ce dernier il devient le responsable de ce Département. De 1956 à 1969, il a été membre du huitième Comité central du Parti communiste chinois. Pendant la Campagne des Cent fleurs (février à juin 1957), il est pris à partie ; il lui est reproché notamment de vivre dans un appartement de dix pièces. Au fil des années, il devient un des proches de Liu Shaoqi. Ce dernier s'oppose à Mao Zedong à l'issue de la catastrophe du Grand Bond en avant.
Pendant la Révolution culturelle, Liu Shaoqi est éliminé et ses proches sont poursuivis. An Ziwen est arrêté en 1967. Les Gardes rouges lui reprochent d’avoir favorisé l’ascension de militants communistes parjures au sein du Parti communiste chinois. Il est emprisonné jusqu'en 1976, année de la mort de Mao Zedong et de l'arrestation de la bande des quatre. Après la réhabilitation de Liu Shaoqi, en mars 1980, An Ziwen est lui aussi réhabilité. Il réintègre le Comité Central et devient le vice-président de l’École centrale du Parti communiste chinois. Il meurt, quelques semaines plus tard, le 25 juin 1980.

## Famille
Hu Deping, le fils de Hu Yaobang s'est marié avec An Li, une des filles d'An Ziwen. Son autre fille, An Min, était, en 2004, chargée des relations économiques et commerciales avec Taïwan.